# Tiro paralímpico
Este desporto fez a sua primeira aparição nas Paraolimpíadas de Verão Arnhem 1980, nas categorias femininas e masculinas. Durante a competição, que pode ser disputada em pé ou sentado, o atirador pode fazer 60 tiros em 1h45mim, em distâncias entre 10 e 50 metros. O alvo possui dez círculos concêntricos, cada um com 0.7mm. O círculo mais externo vale um ponto e assim por diante até o centro, que vale dez pontos.